# Xihoumenbron
Xihoumenbron (kinesiska: 西堠門大橋) är en hängbro mellan öarna Jintang och Cezi i ögruppen Zhoushan i Östkinesiska havet i Kina. Bron är en del av en väg mellan öarna och det kinesiska fastlandet och var världens näst längsta hängbro efter Akashi Kaikyō-bron i Japan när den byggdes.
Vägen, inklusive tillfartsbroar, är 5,3 kilometer lång varav Xihoumenbron utgör 2,7 kilometer. Den är, tillsammans med Jintangbron och tre andra broar, en del av en 48 kilometer lång motorväg. Byggkostnaden uppgick till 2,48 miljarder yuan.

Ritning av Xihoumenbron.

Bron är 2 713 meter lång med ett brospann på 1 650 meter. Den norra delen, liksom brospannet, hänger i kablar medan den södra delen står på pelare på ön Jintang. Den 36 meter breda bron har 4 körfält, två åt varje håll, på två lådbroar med 6 meters avstånd. Pylonerna är av armerad betong och bärkablarna har en diameter på 85-87 centimeter. Fri segelhöjd i den 630 meter breda farleden är 49,5 meter vid högvatten.

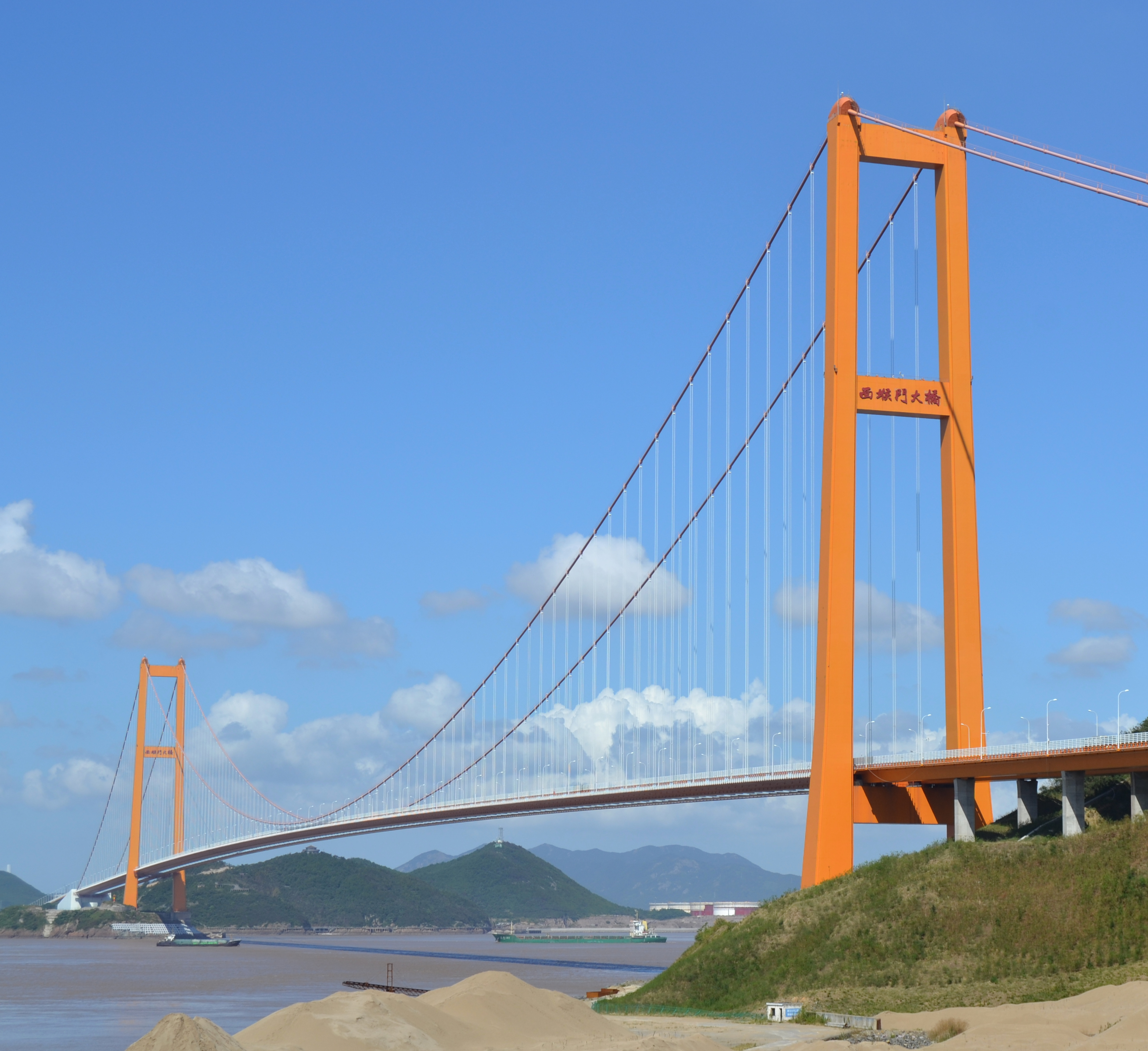
Den färdiga bron, 2017.